# René Gracida
René Henry Gracida (ur. 9 czerwca 1923 w Nowym Orleanie, Luizjana) – amerykański duchowny katolicki, biskup Corpus Christi w latach 1983-1997.

## Życiorys
W czasie II wojny światowej służył jako pilot myśliwca w Latających Tygrysach. Po wojnie ukończył świeckie uczelnie Uniwersytet we Fryburgu Szwajcarskim i University of Houston, gdzie uzyskał dyplom z architektury. W latach 50. wstąpił do seminarium duchownego w Latrobe. Święcenia kapłańskie otrzymał w wieku 36 lat 23 maja 1959 i inkardynowany został do ówczesnej diecezji Miami.
6 grudnia 1971 papież Paweł VI mianował go biskupem pomocniczym Miami ze stolicą tytularną Masuccaba. Sakrę otrzymał z rąk kard. Johna Deardena.
1 października 1975 mianowany pierwszym ordynariuszem nowo utworzonej diecezji Pensacola-Tallahassee. 19 maja 1983 przeniesiony na biskupstwo Corpus Christi, na którym pozostał do dnia przejścia na emeryturę – 1 kwietnia 1997.